# Shweshwe

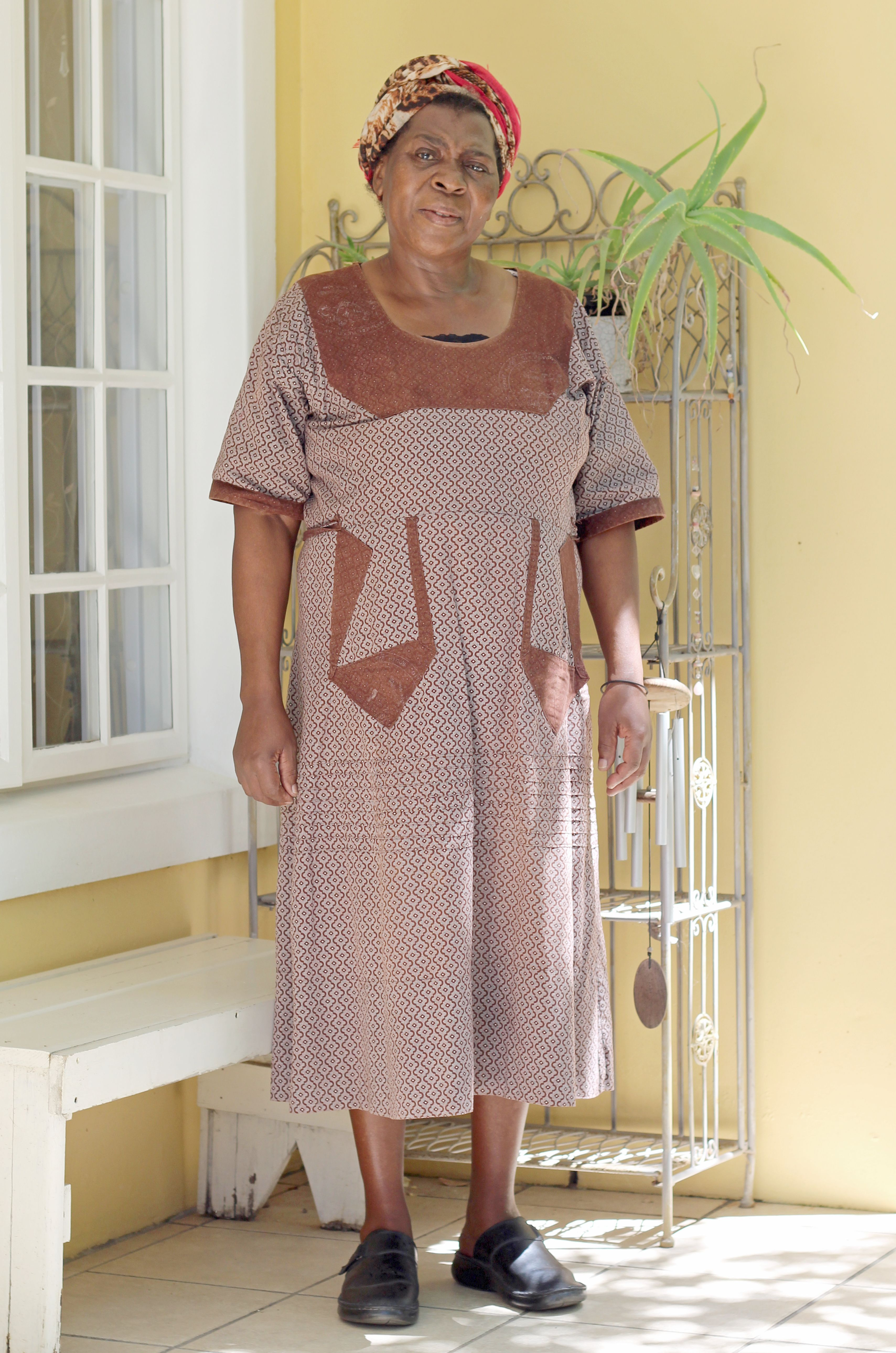
Mujer Xhosa luciendo un vestido confeccionado con shweshwe de color marrón.

Shweshwe (/ˈʃwɛʃwɛ/) es un tipo de tela de algodón teñida y con impresiones textiles ampliamente utilizada para confeccionar vestimenta sudafricana tradicional. Originalmente era teñida de color índigo, la tela es fabricada en una variedad de colores y diseños de impresión textil, se caracteriza por sus patrones geométricos intrincados. Debido a su popularidad atemporal, shweshwe ha sido descrita como el denim, o tartán, de Sudáfrica.

## Nombre

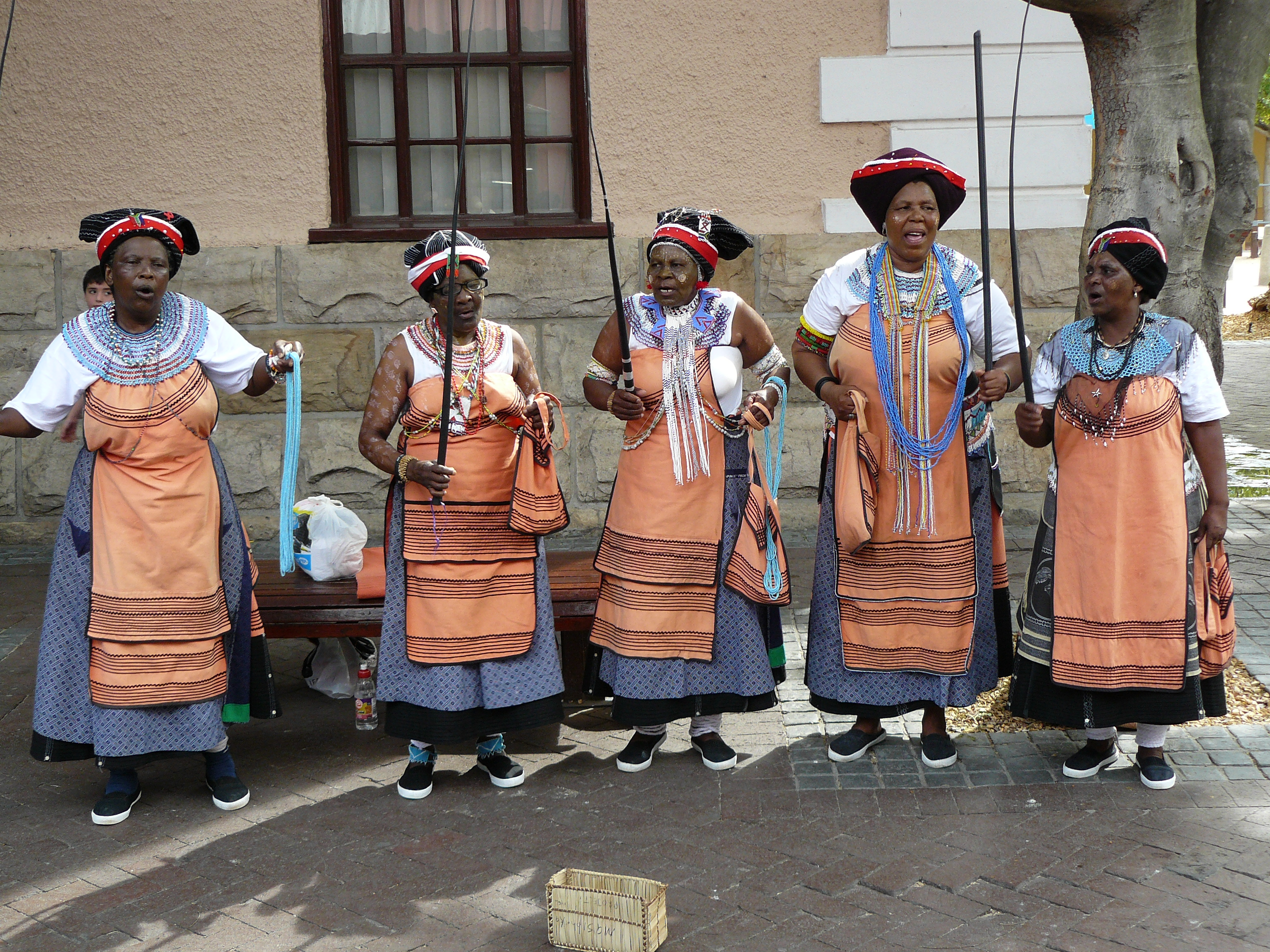
Mujeres Xhosa en el traje tradicional que lleva delantales shweshwe color índigo

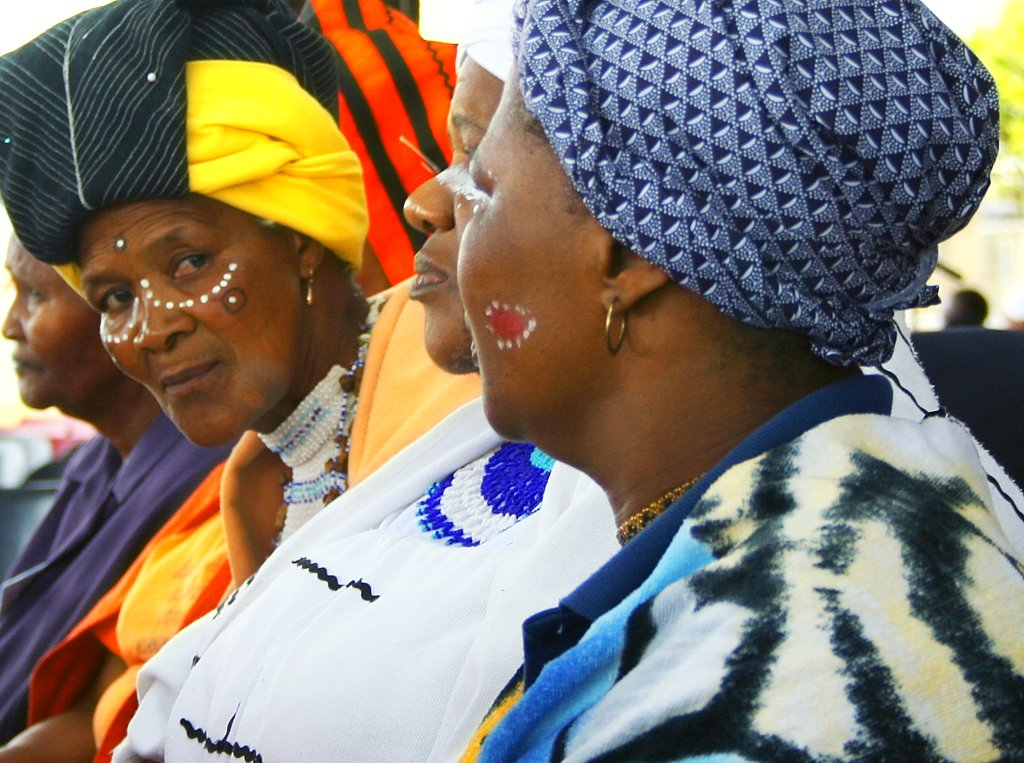
Mujer Xhosa llevando un turbante en su cabeza de shweshwe índigo (a la derecha)

El nombre shweshwe proviene de la asociación de la tela con el rey de Lesoto, Moshoeshoe I, también deletreado "Moshweshwe". A Moshoeshoe I le fue obsequiada una pieza de esta tela por los misioneros franceses en la década de 1840 y posteriormente se popularizó.
También es conocida como sejeremane en Sotho, y ujamani en Xhosa, después de que en el siglo XIX colonizadores alemanes y suizos quienes importaron la tela blaudruck ("impresión azul") para su ropa y ayudaron a popularizarla en la cultura sudafricana.

## Usos
La tela shweshwe es tradicionalmente utilizada para confeccionar vestidos, faldas, delantales y ropa envolvente. La ropa shweshwe es tradicionalmente llevada por mujeres Xhosa recién casadas, conocidas como makoti, y mujeres Sotho casadas. Las mujeres Xhosa también han incorporado la tela a su tradicional ropa de cama color ocre. Además de ser utilizada en ropaje tradicional, la tela shweshwe es utilizada en el diseño de moda sudafricano contemporánea para mujeres y hombres de todos los grupos  étnicos, así como para hacer accesorios y tapizado. Es también utilizada en los Estados Unidos para fabricar colchas.

## Producción

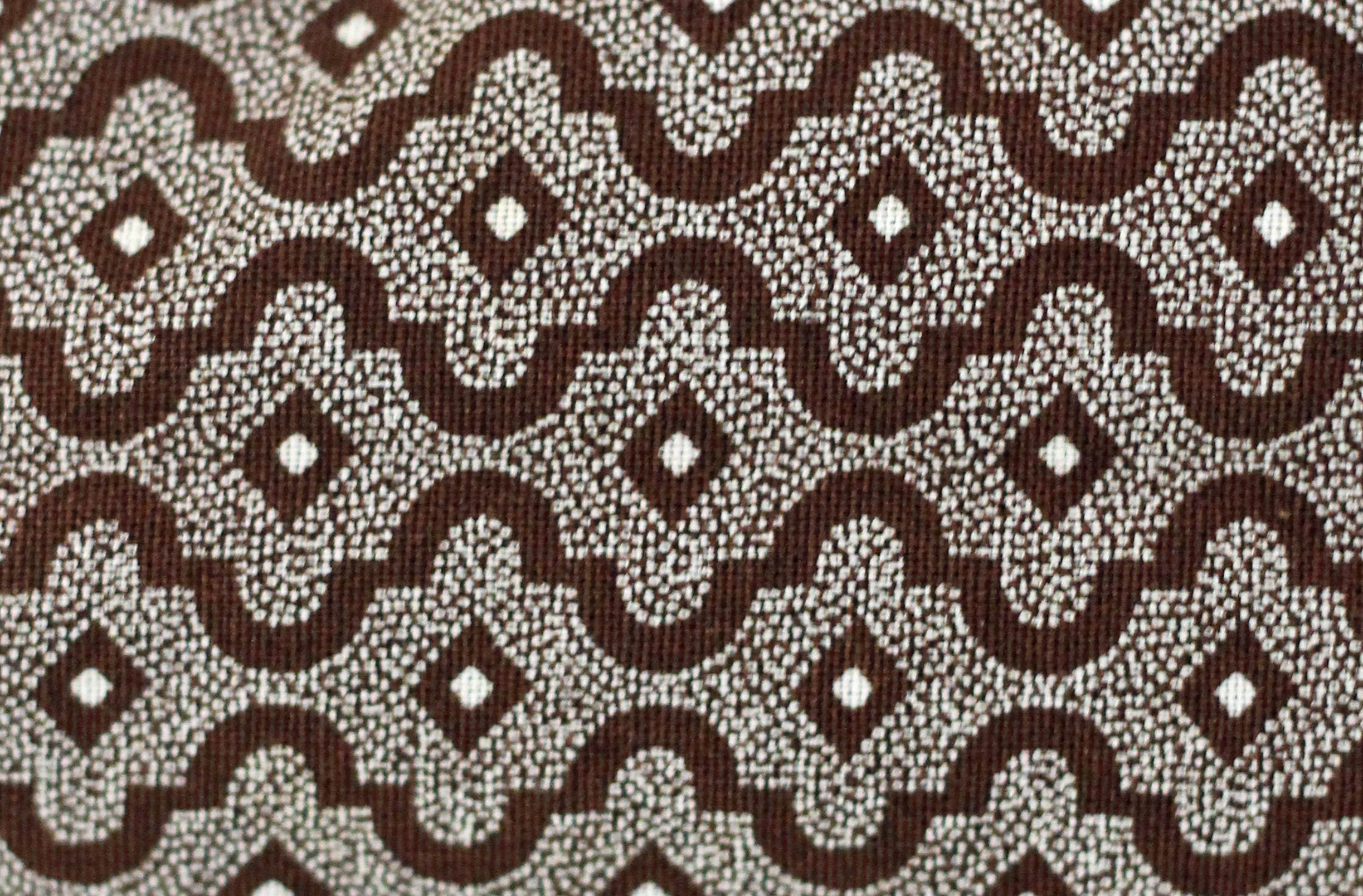
Tela shweshwe marrón chocolate.

La tela shweshwe es coloreada mediante una técnica de descarga de ácido e impresión mediante rodillo en percal de algodón puro. La  tela es impresa en anchos de 90 cm, en patrones completos y paneles de faldas impresos de lado a lado. La tela es producida en varios colores que incluyen el índigo original, el marrón chocolate y rojo, en una variedad grande de diseños de patrones que incluyen florales, rayas, diamantes, cuadrados y geométricos circulares. Los diseños intrincados están hechos utilizando picotaje, una técnica de impresión de tejido alfileteado, raramente utilizada por fabricantes de tejido contemporáneo debido a su complejidad y costo, a pesar de que los efectos de diseño han sido replicados utilizando técnicas de impresión de tejido modernas.